# Banksia sceptrum
Espèce
Banksia sceptrum est une espèce de plantes de la famille des Proteaceae que l'on rencontre en Australie-Occidentale près de la côte centre-ouest de Geraldton et au nord jusqu'à Hamelin Pool en passant par Kalbarri. Il s'étend à l'intérieur des terres jusqu'à Mullewa. 
Dans la nature, il forme des buissons qui poussent sur des sols sableux, qui peut atteindre 6 m de haut, même s'il est parfois plus petit dans des sols moins riches. Il est tué par les feux de broussaille et repousse via ses graines. Les follicules s'ouvrent sous l'effet du feu. Banksia sceptrum à de grandes inflorescences jaunes qui apparaissent en été, principalement de décembre à janvier. 